# Альберто Дзаккероні
Альберто Дзаккероні (італ. Alberto Zaccheroni, нар. 1 квітня 1953, Мельдола) — італійський футбольний тренер.

## Кар'єра тренера
Дзаккероні почав свою кар'єру в клубах нижчих італійських ліг — «Чезенатіко», «Річчіоне», «Бока Сан-Ландзаро», «Баракка Луго». Потім Дзаккероні очолював «Венецію», «Болонью» і «Козенцу», про яку він сказав, що «вона найкрасивіша в моїй кар'єрі».
1995 року Дзаккероні очолив «Удінезе», змінивши тактику команди на 3-4-3, побачену у Зденека Земана. Вперше він використав її в матчі з «Ювентусом», коли гравець оборони «Удінезе» був видалений. Цієї схеми він дотримувався в усіх своїх командах, при атаці трансформуючи її в 3-4-2-1, з двома вінгерами, завдяки чому на певних ділянках поля у гравців «Удінезе» з'являлася чисельна перевага. У сезоні 1997-98 клуб з Удіне зайняв 3-тє місце в чемпіонаті, а нападник клубу Олівер Біргофф став найкращим бомбардиром першості, після цього Дзаккероні запросили до «Мілану».

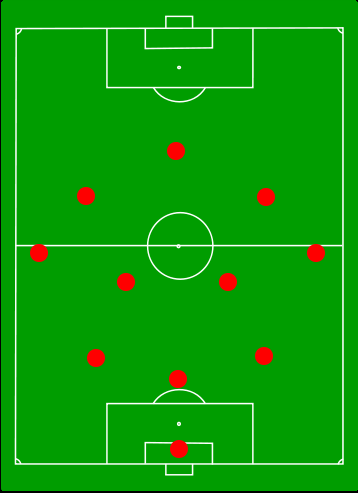
Схема гри Дзаккероні

Першими рішеннями Альберто на посту «россонері» стало запрошення гравців «Удінезе» Біргоффа та Томаса Хельвега. І в перший же сезон, який був роком століття клубу, «Мілан» виграв «скудетто», випередивши лідируючий «Лаціо», після вражаючого «спурту», під час якого було здобуто 7 перемог у 7-ми останніх турах. Однак, вже наступний сезон вийшов не таким вдалим: клуб посів лише 3-тє місце і рано вилетів з Ліги чемпіонів. А в середині сезону 2000-01 Сільвіо Берлусконі звільнив Дзаккероні, після чергової поразки в Лізі чемпіонів від «Парі Сен-Жермена». Взагалі стосунки Дзаккероні з президентом «Мілана» були достатньо натягнутими, Берлусконі постійно критикував тактику Дзаккероні гри в три захисники, які грають зонно, а перед звільненням порівняв Альберто з ткачем, якому потрібно хороше полотно, але який сам ткати не вміє.
2001 року Дзаккероні очолив «Лаціо», змінивши звільненого Діно Дзоффа, однак робота в римському клубі не вдалася: «Лаціо» програло в дербі «Ромі», а фанати «лаціале» постійно критикували Дзаккероні за обережний футбол. «Лаціо» з Дзаккероні залишився на 6-му місці, завоювавши останню «путівку» в Кубок УЄФА. Після закінчення сезону Дзаккероні змінив Роберто Манчіні.
2003 року Дзаккероні очолив «Інтернаціонале», замінивши звільненого після 7-и турів Ектора Купера. Початок у «Інтері» вийшов вражаючим — клуб з 8-ми матчів виграв 7-м, а наприкінці сезону завоював для клубу 4-те місце та право участі в Лізі чемпіонів, хоча в тому сезоні відбулася розгромна поразка від лондонського «Арсеналу» 1:5. Але президент «Інтера» Массімо Моратті вважав за найкраще розлучитися з фахівцем, замінивши його, як і в «Лаціо», на Роберто Манчіні.
Два роки Дзаккероні був без роботи, він був головним претендентом на посаду тренера англійського клубу «Крістал Пелас», але угода не відбулася. А 7 вересня 2006 року Дзаккероні підписав контракт з «Торіно», але, почавши з серії перемог, включаючи успіх у матчі з «Емполі» у день сторіччя клубу, потім клуб потрапив в смугу невдач, і після 6-ти поспіль поразок Дзаккероні звільнили 26 лютого 2007 року.
29 січня 2010 року Дзаккероні був призначений головним тренером «Ювентуса», підписавши контракт до кінця сезону. У «Юве» Дзаккероні одразу став будувати команду навколо його традиційної схеми 3-4-3. Команда під його керівництвом стала виступати краще, ніж під наставництвом попереднього тренера Чіро Феррари. Сам Альберто говорив про те, що починає розуміти клуб, вся проблема якого зводилася, на його думку, до фізичної готовності команди. Проте на думку деяких експертів, наприклад колишнього тренера «Ювентуса», Діно Дзоффа, клуб не став демонструвати кращу гру. Незважаючи на це, керівництво команди стало розглядати можливість продовжити контракт Дзаккероні. 18 березня 2010 року в матчі Ліги Європи «Ювентус» програв 1:4 англійському «Фулгему» та вилетів з розіграшу турніру. Наприкінці сезону Дзаккероні заявив:

«Багато хто жалкує, що я не зміг поліпшити становище „Ювентуса“, але я зіткнувся з труднощами, яких не чекав. Тренер хороший тоді, коли має можливість вибирати. У нас було занадто багато травмованих футболістів. Якби на матчі проти „Сієни“, „Фулхема“, „Сампдорії“ та „Наполі“ ми підійшли в оптимальному складі, результат був би іншим. У цьому складі я не побачив жодного футболіста, здатного врятувати поганий сезон»

30 серпня 2010 року призначений головним тренером збірної Японії. 29 січня 2011 року виграв з цією збірною Кубок Азії, а 2013 року — Чемпіонат Східної Азії. Того ж року брав участь у Кубку конфедерацій, але не зміг вийти з групи, а також вивів збірну на чемпіонат світу 2014 року. На мундіалі японці не подолали груповий етап, зарахувавши до свого активу у трьох іграх лише нічию у грі проти збірної Греції. Після турніру італійський спеціаліст залишив Японію.
19 січня 2016 року був призначений головним тренером китайського клубу «Бейцзинь Сінобо Гоан», з яким уклав дворічний контракт. Проте через незадовільні результати команди був звільнений вже у травні того ж року, після перших дев'яти матчів чемпіонату, в яких його підопічні здобули лише 9 очок, забивши при цьому лише 7 м'ячів.
Наступним місцем роботи італійця стала збірна ОАЕ, яку він прийняв 16 жовтня 2017 року. Здобув з еміратцями «срібло» Кубка націй Перської затоки 2017, а згодом керував їх діями на Кубку Азії 2019 року.

## Досягнення

### Командні
- Чемпіон Італії:

«Мілан»: 1998-99
- Володар Кубка Азії:

Японія: 2011
- Переможець Кубка Східної Азії:

Японія: 2013

### Особисті
- Володар премії «Золота лава»: 1997, 1999
- Футбольний тренер року в Італії: 1999 (Оскар дель Кальчо)